# Рейкулешть
Рейкулешть, Рейкулешті (рум. Răiculești) — село у повіті Мехедінць в Румунії. Входить до складу комуни Поноареле.
Село розташоване на відстані 269 км на захід від Бухареста, 38 км на північ від Дробета-Турну-Северина, 149 км на південний схід від Тімішоари, 108 км на північний захід від Крайови.

## Населення
За даними перепису населення 2002 року у селі проживали 103 особи, усі — румуни. Усі жителі села рідною мовою назвали румунську.